# Нанг Кео Пхимпха
Нанг Кео Пхимпха (лаос. ນາງແກ້ວພິມພາ, буквально — «Жестокая»; 1343—1438) — правящая королева государства Лансанг в 1438 году. Она также известна под своим титулом Махадеви (Маха Деви) и, возможно, была единственной правящей королевой Лансанга. Согласно некоторым хроникам, она занимала трон в течение нескольких месяцев, прежде чем была свергнута и убита в возрасте 95 лет. Её краткое правление стало кульминацией десятилетнего периода цареубийств королей-марионеток, погибших предположительно в результате её интриг.
Истинная личность Махадеви является предметом спора как в хрониках более поздних периодов, так и среди современных учёных. Её по-разному описывали как старшую дочь, младшую сестру, главную жену или мачеху короля Самсентаи. Одна из немногих надёжных зацепок — её титул Махадеви или «Великая Богиня», который предназначался исключительно для старшей жены правящего монарха. Учёные, включая Мартина Стюарта-Фокса и Ампая Доре, отмечают, что и её возраст на момент казни, и титул Махадеви указывают на её истинную личность — Кео Лот Фа, королеву-консорт правителя Аютии Фа Нгума, которая приняла титул Махадеви после смерти королевы Кео Канг Ня в 1368 году, незадолго до свержения Фа Нгума в 1371 году. Хотя её личность остается загадкой, королевские хроники согласны в том, что она была фактической правительницей во время жестокого спора о престолонаследии между придворными группировками со смерти Лан Кхам Денга до восшествия на престол Чаккапхата Пхаена Пхаео.

## Придворные группировки и престолонаследие
Начиная с преждевременной смерти Лан Кхам Денга, период с 1428 по 1438 год в Лансанге был отмечен длительным кризисом престолонаследия, созданным соперничающими придворными группировками. Придворные хроники расходятся во мнениях относительно точной последовательности событий или даже точных сроков правления королей. Именно в этот период смуты, предположительно организованной Махадеви, погибли семь монархов подряд:
- Пхомматат[укр.] (1428—1429) — убит через 10 месяцев после вступления на престол;
- Юкхон[укр.] (1429—1430) — убит через 8 месяцев;
- Хон Кхам[укр.] (1430—1432) — убит через 18 месяцев;
- Кхам Там Са[укр.] (1432) — убит через 5 месяцев;
- Лусай[укр.] (1432—1433) — убит через 6 месяцев;
- Кхай Буа Бан[укр.] (1433—1436) — убит через 3 года;
- Кхам Кеут[укр.] (1436—1438) — предположительно отравлен[3] через 2 года.

Неясно, сколько именно группировок существовало при дворе в этот период. Одна фракция включала старую знать провинции Мыанг Суа, которая выступала против Фа Нгума, когда он укрепил свою власть в 1354 году и основал королевство Лансанг посредством завоеваний. Другая фракция включала лаосских и кхмерских сторонников Фа Нгума во время его завоеваний и впоследствии поднялась до ключевых административных должностей в королевстве. Ещё одна фракция включала влиятельных лиц извне — из Аютии и Ланна, соперничающих королевств, которые должны были выиграть от политической слабости в Лансанге.

## Биография
Ле Буланже в своей книге Histoire du Laos Français идентифицировал Махадеви как старшую дочь короля Самсентаи. Лаосский историк Сила Виравонг считал, что она была младшей сестрой Самсентаи. Мишель Оже утверждал, что она была главной женой Самсентаи, матерью его сына и преемника Лан Кхам Денга. Ампхай Доре и Мартин Стюарт-Фокс утверждали, что на самом деле она была Кео Лот Фа, королевой-консортом Фа Нгума, дочерью Раматхибоди I. Все они основывали свои гипотезы на различных версиях и анализах из лаосских хроник более поздних периодов.
Каждая правдоподобная теория о личности Махадеви поднимает дополнительные вопросы о конфликте группировок при дворе. Ле Буланже и Манич Джумсай идентифицируют Махадеви как Нанг Кео Фимпху, дочь королевы Буа Тхен Фа, отцом которой мог быть Чао Фа Кхам Хиао — дядя Фа Нгума, которого тот сверг, когда завоевал Мыанг Суа. Если это так, Махадеви была бы отпрыском старой знати Мыанг Суа. Сила Виравонг идентифицировал её как Кео Кеткеси, сестру Самсентаи, дочери кхмерской королевы Фа Нгума Кео Канг Я, которую выдал замуж Джаяварман Парамешвара. Если бы она была Кео Кеткеси, она, вероятно, возглавляла бы кхмерскую фракцию при дворе. Теория, выдвинутая Амфаем Доре и Мартином Стюартом-Фоксом, утверждает, что Махадеви на самом деле была Кео Лот Фа — королевой Аютии, которую Раматибоди I обещал Фа Нгуму. Теория предполагает, что Кео Лот Фа либо прибыла ко двору слишком поздно, чтобы выйти замуж за Фа Нгума, либо была его вдовой, и подразумевает, что на ней женился Самсентаи, чтобы сохранить политический баланс. Если Самсентаи женился на своей мачехе, то вполне возможно, что королева Кео Лот Фа и королева Кео Йот Фа на самом деле — одно и то же лицо, и либо из-за путаницы, либо из-за преднамеренного искажения о них пишут как о разных людях поздние хроники. Различные теории имеют важные последствия для описания политики спора о престолонаследии, который последовал за каждым из так называемых «злополучных» королей, и всего периода от смещения Фа Нгума до восшествия на престол Чаккапхата Пхаена Пхаео.
Независимо от её личности, как историки, так и хроники сходятся во мнении, что в более позднем возрасте королева вышла замуж за гораздо более молодого политика, которого она, как сила, стоящая за троном, смогла возвысить до положения Сен Луанга или главного министра двора. Вместе главный министр и Махадеви могли бы манипулировать различными группировками при дворе посредством запугивания и цареубийства. В какой степени главный министр или Махадеви были индивидуально ответственны за смерть каждого из злополучных королей, неизвестно, однако хроники явно указывают на Махадеви как на инициатора большинства, если не всех, последующих цареубийств.
От Пхомматхата до Кхам Кеута жертвами убийств стали семь королей. В некоторых хрониках отмечается, что после смерти Кхам Кеута сама Махадеви взошла на трон и правила несколько месяцев. Однако, устав от злоупотреблений королевы, двор приказал схватить её вместе с главным министром Сиенг Ло. Их обоих отвезли в место под названием Пха Диео на берегу реки напротив дворца Сиенг Тонг, связали вместе и бросили на произвол стихии в качестве подношения нагам в 1438 году. После смерти Махадеви и отказа единственного потомка королевской крови, принца Ванг Бури, занять трон аристократия двора создала Государственный совет под председательством двух представителей духовенства Пхра Маха Саттатико и Пхра Маха Самудхакхоте, которым помогали четыре члена вооружённых сил. Совет правил в течение трёх лет. В 1441 году принц Ванг Бури, долгие годы занимавший пост управляющего Вьентьяна, принял предложение духовных лиц и стал новым королём Лансанга с королевским именем Чаккапхата Пхаена Пхаео.

### Комментарии
1. ↑  Мартин Стюарт-Фокс предлагает альтернативную версию, согласно которой королева Кео Лот Фа заключила союз с аюттайской принцессой Кео Йот Фа, а летописцы просто перепутали их из-за схожести имён и политических намерений.